# アーロン・ジャービス
アーロン・ジャービス（Aaron Jarvis、1986年5月20日 - ）は、プロ14ドラゴンズに所属するラグビー選手。

## プロフィール
- イングランド・エクセター出身。
- ポジションはプロップ(PR)。
- 身長 183cm、体重 116kg
- ウェールズ代表キャップは18（2020年6月現在）でラグビーワールドカップ2015のウェールズ代表に選ばれた[1]。

## 略歴
バース、オスプリーズ、ASMクレルモンを経て、2018年、ドラゴンズに加入。